# کورتی (ایتالیا)
کورتی (به ایتالیایی: Curti) یک منطقهٔ مسکونی در ایتالیا است که در استان کسرتا واقع شده‌است.

## خصوصیات
کورتی ۱٫۷۳ کیلومترمربع مساحت و ۷٬۲۳۴ نفر جمعیت دارد و ۴۰ متر بالاتر از سطح دریا واقع شده‌است.